# Kovács István (rádióriporter)
Kovács István (Kolozsvár, 1919. január 1. – Marosvásárhely, 2001. október 31.) romániai magyar rádióriporter, forgatókönyvíró, tanulmányíró.

## Életútja
Édesapja, Kovács Gyula nyomdászmester, édesanyja, Persenczki Margit nyomdai segédmunkás volt. Szülővárosa Református Kollégiumában érettségizett (1937), a kolozsvári egyetem jog- és államtudományi karán szerzett diplomát (1942). A marosvásárhelyi OGYI rektori titkára (1947-58), a marxista tanszék lektora, az Orvosi Szemle technikai szerkesztője, a marosvásárhelyi magyar rádióadás osztályvezetője (1958-79).
Első írása az Ifjú Erdélyben jelent meg (1933). Tárcáit, riportjait a Vörös Zászló közölte. A bukaresti magyar tévé-adás mutatta be A két Bolyai c. dokumentumfilmjét a Marosvásárhelyen őrzött Bolyai-ereklyékről (1970) és Emberek, házak, emlékek c. riportfilmjét a marosvásárhelyi munkásmozgalom történetéről (1971). Több mint 5000 rádióriportot készített. Sipos Domokos-kutatásainak nyitánya volt Emberek a Kisküküllő mentén c. rádiójátéka (1982. december 12.), ezt követte az íróra emlékező Volt, van és lesz c. irodalomtörténeti tanulmánya A Hétben (1983/21), a Hazafelé c. Sipos-novellának s román fordításainak elemzése a Korunkban (1984/12), végül egy értekezés Sipos írói indulásáról az Igaz Szóban (1986/3). Kutatásainak eredménye Sipos Domokos-monográfiája (1990, az író több kiadatlan elbeszélésével a függelékben). A Romániai Magyar Szó folytatásokban közölte Őrmester úr, nincs puskám! c. második világháborús visszaemlékezéseit (1992).

## Művei
- Sipos Domokos; Kriterion, Bukarest, 1990
- Őrmester úr, nincs puskám!; Mentor, Marosvásárhely, 1997
- Teatrul de Păpuşi "Puck". Semicentenar. 1950-2000. Monografie / "Puck" Bábszínház. Ötven éves évforduló. Monográfia; szerk. Daniela Vartic, Kovács István; Remus, Cluj-Napoca, 2000

## Társasági tagság
A Sipos Domokos Művelődési Egyesület tiszteletbeli elnöke (1992)